# Jonathan Keltz
Jonathan Keltz es un actor estadounidense-canadiense, más conocido por haber interpretado a Jake Steinberg en la serie Entourage y actualmente por dar vida a Leith Bayard en la serie Reign.

## Biografía
Es hijo de Martin Keltz y Karin Lippert. Su pareja es la actriz de ascendencia brasileña Laysla De Oliveira.

## Carrera
En 2007 apareció como invitado en la popular serie Cold Case, donde interpretó a Dom Barron de joven. Ese mismo año apareció en la película American Pie Presents: Beta House, donde dio vida a Wesley. En 2009 se unió al elenco recurrente de la sexta temporada de la serie Entourage, donde interpretó a Jake Steinberg hasta 2011. Ese mismo año interpretó a Trip Zoome, el héroe aventurero e inteligente de las novelas de espionaje del escritor Neil Morris en la película Dadnapped. 
En 2011 apareció en un episodio de la serie Combat Hospital, donde interpretó al soldado Henry Flax. Ese mismo año apareció en la película Prom, donde interpretó a Brandon Roberts. En 2012 apareció en la película de terror Playback, donde dio vida a Nate. En 2013 apareció como invitado en la serie Necessary Roughness, donde interpretó a Darryl Hutchinson. También interpretó a Randy, el novio de Nicole en la película 21 & Over. Ese mismo año se unió al recurrente de la serie Reign, donde interpreta a Leith. Se anunció que Jonathan había sido promovido a personaje principal a partir de la segunda temporada.

## Filmografía

### Series de televisión
| Año         | Título                        | Personaje         | Notas                           |
| ----------- | ----------------------------- | ----------------- | ------------------------------- |
| 2013 - 2017 | Reign                         | Leith Bayard      | 51 episodios                    |
| 2013 - 2014 | Republic of Doyle             | Grayson Mann      | 9 episodios                     |
| 2013        | Necessary Roughness           | Darryl Hutchinson | 3 episodios                     |
| 2013        | Murdoch Mysteries             | Ralph Bridgewater | episodio "Twisted Sisters"      |
| 2013        | Transporter: The Series       | Clyde             | episodio "Give the Guy a Hand"  |
| 2012        | Flashpoint                    | Luke              | episodio "Below the Surface"    |
| 2012        | Fairly Legal                  | Jacob Mathews     | episodio "Borderline"           |
| 2011        | Leverage                      | Travis Zilgram    | episodio "The Experimental Job" |
| 2009 - 2011 | Entourage                     | Jake Steinberg    | 19 episodios                    |
| 2011        | Combat Hospital               | Henry Flax        | episodio "Inner Truth"          |
| 2011        | The Listener                  | Tyler Rooker      | episodio "Eye of the Storm"     |
| 2011        | Breakout Kings                | Oliver Day        | episodio "Steaks"               |
| 2010        | CSI: Miami                    | Ben Wilcox        | episodio "See No Evil"          |
| 2009        | Heartland                     | Cody Dawson       | episodio "The Fix"              |
| 2008        | The Cleaner                   | Jeff              | episodio "House of Pain"        |
| 2007        | Cold Case                     | Dom Barron        | episodio "Boy Crazy"            |
| 2007        | ReGenesis                     | Jeff Riddlemeyer  | 2 episodios                     |
| 2006        | Dark Oracle                   | Harvey            | episodio "Trail Blaze"          |
| 2005        | Missing                       | Joe Johnstone     | episodio "Patient X"            |
| 2005        | Queer as Folk                 | Lucas             | episodio # 5.4                  |
| 2004        | Degrassi: The Next Generation | Nate              | 4 episodios                     |
| 2004        | Radio Free Roscoe             | Mark              | episodio "Lil' and Grace"       |

### Películas
| Año  | Título                            | Personaje                  | Notas                                                                                              |
| ---- | --------------------------------- | -------------------------- | -------------------------------------------------------------------------------------------------- |
| 2018 | Once Upon a Prince                | Nathaniel                  | Príncipe                                                                                           |
| 2013 | The Privileged                    | Jeff Lynley                | junto a Sam Trammell, Joel Keller, Joshua Close, Laura Harris, Lina Roessler y David Richmond-Peck |
| 2013 | Deadweight                        | Jeff Lynley                | junto a Sam Trammell, Joshua Close, Laura Harris, Lina Roessler y David Richmond-Peck              |
| 2013 | 21 & Over                         | Randy                      | junto a Miles Teller, Skylar Astin, Justin Chon, Sarah Wright y François Chau                      |
| 2012 | Operation: CTF                    | Panther                    | corto - junto a Nicole Reddinger, Barnaby Barrilla, Adam Conn, Valerie Mya y Shaun Gerardo         |
| 2012 | Playback                          | Nate                       | junto a Christian Slater, Johnny Pacar, Ambyr Childers, Alessandra Torresani y Toby Hemingway      |
| 2011 | Transgression                     | David                      | junto a Maria Grazia Cucinotta, Fabio Fulco y Carlos Bardem                                        |
| 2011 | Prom                              | Brandon Roberts            | junto a Aimee Teegarden, Thomas McDonell, Danielle Campbell, Yin Chang y Jared Kusnitz             |
| 2009 | Acceptance                        | Harold "A.P. Harry" Burton | junto a Mae Whitman, John Atwood, Rachael Bean, Angie Bolling y Brigid Brannagh                    |
| 2009 | Dadnapped                         | Trip Zoome                 | junto a George Newbern, Moises Arias, Emily Osment y David Henrie                                  |
| 2007 | American Pie Presents: Beta House | Wesley                     | junto a John White, Steve Talley, Christopher McDonald, Eugene Levy y Meghan Heffern               |
| 2007 | Breach                            | Greg Hanssen               | junto a Chris Cooper, Ryan Phillippe, Laura Linney, Caroline Dhavernas y Gary Cole                 |
| 2006 | Silver Road                       | Mark                       | corto - junto a Andrew Hachey                                                                      |
| 2005 | Cake                              | Valet                      | junto a Heather Graham, David Sutcliffe, Taye Diggs, Sandra Oh y Cheryl Hines                      |
| 2005 | Mayday                            | Doug Berry                 | junto a Aidan Quinn, Dean Cain, Kelly Hu, Charles S. Dutton, Michael Murphy y Gail O'Grady         |